# 지킬 앤드 하이드 (뮤지컬)
《지킬 앤 하이드》는 로버트 루이스 스티븐슨의 소설 《지킬 박사와 하이드 씨》가 원작인 브로드웨이 뮤지컬이다. 최초의 무대 콘셉션은 스티브 쿠덴과 프랭크 와일드혼이 하였고, 음악은 와일드혼과 레슬리 브리커스가 맡았다.
1997년 4월 28일 브로드웨이에서 첫 공연을 가진 지킬 앤 하이드는 3월 21일부터 44번의 프리뷰 공연을 포함, 2001년 1월 7일 대단원의 막이 내릴 때까지 총 1,543차례의 공연이 열렸다. 이는 플리머스 극장에서 상연된 가장 긴 공연이었다. 역대 지킬/하이드 역은 앤서니 월로우, 로버트 쿠치올리, 롭 에반, 콜름 윌킨슨, 서배스천 바크, 브래드 리틀 등이 있다.
2001년 막이 내린 이후에는 일본과 독일 등지로 수출되었다. 대한민국에서는 2004년 오디 뮤지컬 컴퍼니의 주도로 서울시 삼성동 코엑스의 오디토리움에서 초연되었으며, 이후 여러 차례 공연을 계속해오고 있다.
사실 이 작품이 브로드웨이에서는 그다지 큰 성공을 거두지 못했다. 하지만 국내에서는 내한공연과 라이센스 모두 엄청난 성공을 거두었고 지금까지도 거의 매년 계속 공연되고 있다. 프랭크 와일드 혼의 감성이 한국 정서와 매우 부합한다는 추측이 있다. (실제로 그의 작품들은 한국에서 대부분 성공적인 성과를 거두었다.) 또한 이 작품은 조승우 등 많은 뮤지컬 배우들을 스타덤에 올리기도 했으며 특히 많은 남자 뮤지컬 배우들에게는 선망의 작품으로 여겨진다.

## 시놉시스

### 1막
지킬의 친구이자 변호사인 존 어터슨의 회상으로 1막이 시작된다. 영국 런던의 저명한 젊은 의사 헨리 지킬은 정신분열증을 앓는 아버지를 위해 인간의 본성을 나눌 수 있는 약을 만들고자 한다. 지킬은 성 주드 병원(St. Jude's Hospital)의 이사회에게 자신의 약물을 테스트할 수 있도록 피험자를 요구하지만, 신의 권리에 대한 도전이자 반인륜적인 일이라는 명목으로 거절당한다. 지킬은 실망한 채로 자신의 약혼 파티에 참석했다가 약혼녀인 엠마의 말에 용기를 가진다.
약혼파티가 끝나고 어터슨에게 이끌려 술집 '레드 랫'(Red Rat, 술집)에 들렀던 지킬은 학대당하는 쇼걸 루시를 보고 연민을 느껴 자신의 명함을 건네준다. 실험실로 돌아온 지킬은 실험의 대상자는 바로 자기 자신이어야 한다 여겨, 자신을 피험자로 삼기에 이른다. 하지만 실험은 실패한다. 선과 악을 분리해 내 악을 제거했어야 할 약물은 에드워드 하이드라는 인격체로 나타나는 지킬의 가장 어두운 면을 깨워내고 만다.
자신의 실수를 되돌려야 한다는 강박감에 지킬은 실험실에 틀어박힌다. 주변인들은 지킬을 염려하지만 지킬은 그들의 말은 이미 귀에 들어오지 않는 상태다. 어터슨이 돌아간 뒤, 부상을 입은 루시가 지킬에게 찾아온다. 지킬은 치료 도중 루시의 입에서 나온 '에드워드 하이드'라는 이름을 듣고, 루시에게 상처를 입힌 건 자기 자신이었다는 사실을 깨닫는다. 루시는 자신을 따뜻하게 대해 준 지킬에게 호감을 느끼며 그와의 사랑을 꿈꾸게 된다. 그 와중에 하이드는 지킬의 실험을 반대했던 인물 가운데 하나인 베싱 스토크의 주교를 살인하기에 이른다.

### 2막
주교의 살인사건으로 런던이 떠들썩한 가운데 하이드는 계속해서 지킬의 실험에 반대한 이사회를 모조리 살해하기에 이른다.(주교-장군-프룹스-비콘스필드 부인-새비지 경 순) 지킬은 여전히 실험실에 틀어박힌 상태다. 엠마는 지킬에 대한 걱정으로 지킬의 실험실에 찾아와 그에 대한 자신의 믿음을 확인시킨다. 엠마가 돌아가고 난 후 하이드의 존재를 알아챈 어터슨이 그를 찾고, 지킬은 하이드가 실험을 함께하는 동료라고 둘러댄다. 그가 떠나 버릴 거라는 두려움에 어터슨에게 모든 것을 말하지 못하는 것을 괴로워하지만, 지킬은 하이드가 자기 자신이라는 것을 이미 알고 있다. 그 와중 엠마와 루시는 각자 지킬에 대한 사랑을 키워 나간다.
어터슨은 약을 배달해 달라는 지킬의 부탁으로 실험실에 왔다가 하이드와 마주치게 된다. 하이드는 어터슨을 조롱하며 그의 눈 앞에서 약물을 주입하고 보란 듯이 지킬로 변한다. 지킬은 루시가 처해 있는 위험을 경고하며 편지를 루시에게 전해달라고 부탁한다. 루시는 이곳을 떠나서 새로운 인생을 찾으라는 지킬의 편지를 받고는 새 인생을 다짐하며 런던을 떠나려 하지만, 그 순간 하이드가 찾아와서 그녀가 자신을 떠나려 한다는 사실을 알고 분노해 루시를 죽이고 만다. 루시가 죽고 나서야 지킬이 돌아오고 지킬은 하이드가 저지른 짓에 아연실색해서 도망친다.
더 이상 이 관계가 유지될 수 없다 여긴 지킬과 하이드는 통제권을 두고 싸우지만 어느 한 쪽도 승리를 거뒀다고 할 수 없다. 지킬은 하이드를 없애는 것에 마침내 성공해 엠마와의 결혼식까지 도달하지만, 그것은 폭풍전야의 고요함이었을 뿐. 그들의 이름이 호명되는 도중 하이드가 깨어나 스트라이드를 살해하고 엠마를 인질로 삼는다. 엠마는 하이드 안의 지킬에게 말을 걸어 순간적으로 지킬을 깨워낸다. 지킬은 자신이 벌인 일에 절망하며, 어터슨에게 자신을 죽여 주기를 부탁한다. 그가 할 수 없다며 고개를 돌리자 지킬은 결국 스스로 친구의 칼에 뛰어들고, 사랑하는 연인의 품 안에서 숨을 거둔다.
"엠마……." 그가 입에 담은 마지막 말이었다.

## 주요 등장인물
- 헨리 지킬 - 의사 겸 과학자.
- 에드워드 하이드 - 지킬이 약물 실험을 통해 이끌어 낸 지킬의 또 다른 자아이자 지킬이 가장 감추고 싶던 어두운 면.
- 루시 해리스 - 레드랫의 쇼걸.
- 엠마 커루 - 지킬의 약혼녀.
- 존 어터슨 - 변호사이자 지킬의 친구.
- 댄버스 커루 경 - 엠마의 아버지. 성 주드 병원의 이사회 가운데 한 사람.
- 사이먼 스트라이드 - 왕립 서기관. 헨리 지킬의 연적이자 그의 실험을 반대한 사람 가운데 한명.
- 루퍼트 배질, 베싱 스토크의 14번째 주교 - 성직자. 성 주드 병원의 이사진 가운데 한 사람. 헨리의 약물을 테스트할 수 있도록 피험자를 요구를 거부한 사람 가운데 한명.
- 글로섭 장군 (경) - 성 주드 병원의 이사진 가운데 한 사람. 헨리의 약물을 테스트할 수 있도록 피험자를 요구를 거부한 사람 가운데 한명.
- 아처볼드 프룹스 경 - 성 주드 병원의 이사진 가운데 한 사람. 헨리의 약물을 테스트할 수 있도록 피험자를 요구를 거부한 사람 가운데 한명.
- 엘리자베스 비콘스필드 부인 - 성 주드 병원의 이사진 가운데 한 사람. 헨리의 약물을 테스트할 수 있도록 피험자를 요구를 거부한 사람 가운데 한명.
- 시어도어 새비지 경 - 성 주드 병원의 이사진 가운데 한 사람. 헨리의 약물을 테스트할 수 있도록 피험자를 요구를 거부한 사람 가운데 한명.

## 뮤지컬 음악 목록

### 브로드웨이 버전 뮤지컬 음악 목록
| 1막 - Lost in the Darkness — Dr. Henry Jekyll - Facade — Ensemble - Jekyll's Plea — Henry Jekyll, Mr. Simon Stride, Sir Danvers Carew and The Board of Governors - Pursue the Truth — Henry Jekyll and Mr. John Utterson - Facade (Reprise 1) — Ensemble - Emma's Reasons — Mr. Simon Stride and Emma Carew - Take Me as I Am — Henry Jekyll and Emma Carew - Letting Go — Sir Danvers Carew and Emma Carew - Facade (Reprise 2) — Ensemble - No One Knows Who I Am — Lucy Harris - Good 'N' Evil — Lucy Harris and Ensemble - Here's to the Night / Jekyll Meets Lucy - Lucy Harris & Henry Jekyll - Now There is No Choice - Henry Jekyll - This Is the Moment — Henry Jekyll - First Transformation — Henry Jekyll and Edward Hyde - Alive — Edward Hyde - His Work, And Nothing More — Henry Jekyll, John Utterson, Sir Danvers Carew and Emma Carew - Sympathy, Tenderness — Lucy Harris - Someone Like You — Lucy Harris - Alive (Reprise) — Edward Hyde and Ensemble | 2막 - Murder, Murder — A Newsboy and Ensemble - Once Upon a Dream — Emma Carew - Obsession — Dr. Henry Jekyll - In His Eyes — Lucy Harris and Emma Carew - Dangerous Game — Edward Hyde and Lucy Harris - Facade (Reprise 3) — Spider and Ensemble - The Way Back — Henry Jekyll - A New Life — Lucy Harris - Sympathy, Tenderness (Reprise) — Edward Hyde - Lost in the Darkness/The Way Back & Confrontation — Henry Jekyll & Edward Hyde - Facade (Reprise 4) — Ensemble - The Wedding — Boy Soprano - Finale — Emma Carew |

### 현재 뮤지컬 음악 목록
| Act I - Prologue - Utterson - Lost in the Darkness — Jekyll, Sir Danvers, Utterson, Patients, Nurses, Jekyll's Father - I Need to Know - Jekyll - Facade — Full Company - Board of Governors — Jekyll, Sir Danvers, Simon Stride, Bishop of Basingstoke, Lady Beaconsfield, Lord Savage, General Lord Glossop, Sir Archibald Proops - Pursue the Truth — Jekyll, Utterson - Emma's Reasons — Simon Stride, Emma - I Must Go On - Jekyll, Emma - Take Me as I Am — Jekyll, Emma - Letting Go — Sir Danvers, Emma - No one knows who I am - Lucy Harris - Bring on the Men - Lucy Harris - Here's to the Night / Jekyll Meets Lucy - Lucy Harris & Henry Jekyll - Now There is No Choice - Henry Jekyll - This Is the Moment — Henry Jekyll - First Transformation — Henry Jekyll and Edward Hyde - Alive — Edward Hyde - His Work, And Nothing More — Henry Jekyll, John Utterson, Sir Danvers Carew and Emma Carew - Sympathy, Tenderness — Lucy Harris - Someone Like You — Lucy Harris - Alive (Reprise) — Edward Hyde | Act II - Murder, Murder — A Newsboy and Ensemble - Once Upon a Dream — Emma Carew - Streak of Madness — Dr. Henry Jekyll - In His Eyes — Lucy Harris and Emma Carew - Dangerous Game — Edward Hyde and Lucy Harris - Facade (Reprise 3) - Snider - The Way Back — Henry Jekyll - A New Life — Lucy Harris - Sympathy, Tenderness (Reprise) — Edward Hyde - Lost in the Darkness And Confrontation — Henry Jekyll & Edward Hyde - Facade (Reprise 4) — Ensemble - The Wedding — Boy Soprano - Finale — Emma Carew |

## 한국 캐스트
- 2004년 코엑스 오디토리움 ... 류정한, 조승우(지킬/하이드), 최정원, 소냐(루시), 김소현, 김아선(엠마)
- 2004-2005년 코엑스 오디토리움 ... 조승우, 민영기, 서범석(지킬/하이드), 김선영, 소냐, 이영미(루시), 김소현(엠마)
- 2006년 예술의전당 오페라극장 ... 류정한, 조승우(지킬/하이드), 김선영, 이영미(루시), 이혜경(엠마)
- 2006년 일본 도쿄 유포트극장, 오사카 NHK홀 ... 류정한, 조승우(지킬/하이드), 김선영, 이영미(루시), 이혜경(엠마)
- 2006년 국립극장 해오름극장 ... 류정한, 조승우, 김우형(지킬/하이드), 소냐, 정선아(루시), 이혜경, 정명은(엠마)
- 2008-2009년 LG아트센터 ... 류정한, 김우형, 홍광호(지킬/하이드), 김선영, 소냐, 김수정(루시), 김소현, 임혜영(엠마)
- 2010-2011년 샤롯데씨어터 ... 류정한, 조승우, 김우형, 홍광호, 김준현(지킬/하이드), 김선영, 소냐, 선민(루시), 김소현, 조정은, 최현주(엠마)
- 2013년 예술의전당 오페라극장 ... 윤영석, 양준모(지킬/하이드), 선민, 신의정(루시), 정명은, 이지혜(엠마)
- 2014-2015년 블루스퀘어 삼성전자홀 ... 류정한, 조승우, 박은태, 조성윤(지킬/하이드), 소냐, 리사, 린아(루시), 조정은, 이지혜(엠마)
- 2018-2019년 샤롯데씨어터 ... 조승우, 홍광호, 박은태, 민우혁, 전동석(지킬/하이드), 윤공주, 아이비, 해나(루시), 이정화, 민경아(엠마)
- 2021-2022년 샤롯데씨어터 ... 류정한, 홍광호, 박은태, 전동석, 신성록, 카이(지킬/하이드), 윤공주, 아이비, 선민, 해나, 정유지(루시), 조정은, 최수진, 민경아, 이지혜(엠마)